# Isusovo vaskrsenje
Isusovo vaskrsenje (vaskrsnuće) ili uskrsenje (uskrsnuće), je prema Novom zavetu, čin vaskrsenja Isusa iz mrtvih. Isusovo vaskrsnuće je osnovna verska istina u hrišćanstvu. Vaskrsnuvši, Isus je pobedio smrt. (1 Sol 4,14). Ovaj biblijski čin hrišćani slave kao Vaskrs.
Većina hrišćanskih crkava prihvata Isusovo vaskrsnuće kao istorijsku činjenicu koja je od velike važnosti za njihovu vjeru. Liberalniji hrišćani ne vjeruju u tjelesno nego samo u duhovno vaskrsnuće. Kritički proučavaoci i ateisti pak smatraju ovu priču alegorijom i legendom.

## Istorijska proučavanja
Hrišćanska tradicija prenosi da je Isus nekoliko dana nakon pogubljenja na krstu ustao iz mrtvih. Neki od Isusovih sledbenika bili su uvereni da ga je Bog Otac vaskrsao iz mrtvih i da im se ukazao kao "živi Gospodar".
Istoričari godinama pokušavaju da utvrde verodostojnost ova svedočenja.
- Jedno od objašnjenja pruža hipoteza vizije, prema kojoj su neki sledbenici doživeli viziju Isusa nakon njegove smrti, pa se priča raširila po hrišćanskoj zajednici.[3]
- Drugo objašnjenje je hipoteza ukradenog tela, prema kojoj su Isusovo telo odneli njegovi učenici ili nepoznate osobe.[4][5]
- Postoji i objašnjenje je da su navodi o vaskrsnuću samo legende ubačene decenijama nakon Isusove smrti.

Iako postoje različita nagađanja i objašnjenja, do sada još nisu pronađeni dokazi ni za jednu od hipoteza koje bi objasnile čin Isusovog vaskrsnuća u domenima današnje nauke.